# Ottawa River Provincial Park
Ottawa River Provincial Park är en park i Kanada.   Den ligger i provinsen Ontario, i den sydöstra delen av landet, 90 km väster om huvudstaden Ottawa. Ottawa River Provincial Park ligger 124 meter över havet.
Terrängen runt Ottawa River Provincial Park är platt.Runt Ottawa River Provincial Park är det glesbefolkat, med 8 invånare per kvadratkilometer.. Närmaste större samhälle är Fort-Coulonge, 12,3 km norr om Ottawa River Provincial Park. 
Omgivningarna runt Ottawa River Provincial Park är en mosaik av jordbruksmark och naturlig växtlighet.